# Clan Mackay
Il Clan Mackay (in gaelico scozzese Mac Aoidh) è un antico e potente clan scozzese del nord della regione delle Highlands, ma con radici nell'antico regno di Moray. Essi rappresentarono una forza potente in politica a partire dal XIV secolo, supportando Roberto I di Scozia. Nei secoli essi perseguirono una politica anti-giacobita. Le Highland Clearances ebbero dure conseguenze per questo clan, ma essi trovarono il modo anche così di moltiplicare la loro influenza. Il territorio del Clan Mackay consisteva nelle parrocchie di Durness, Tongue e Farr nel nord della contea di Sutherland, esteso poi a comprendere la parrocchia di Reay a ovest e la vicina contea di Caithness. Il capo del clan è Lord Reay.

## Storia

### Origini
I Mackays si crede che discendano dai Pitti, antiche tribù viventi in Scozia. Il nome Mackay si trova anche in Irlanda già nei tempi antichi quando diverse tribù dall'Irlanda settentrionale (che all'epoca era parte del regno scozzese conosciuto come Dál Riata), si spostarono in Scozia. I Mackays in Scozia si basarono a Strathnaver nel moderno Sutherland. Anche se l'esatta origine del clan è dunque sconosciuta, è generalmente accettato che già i primi rappresentanti appartenessero alla popolazione celtica di Scozia pur mescolandosi con i vicini Norse.
La più popolare ed accettata tra le teorie sulle origini e sui primi capi del Clan Mackay è che il primo di essi discendesse dalla casa reale pittica dei MacEth. Essi si accasarono nella provincia di Moray ma vennero dispersi per ordine del re Malcolm IV di Scozia dopo la vittoria del re nel 1160 su Malcolm MacEth, Conte di Ross, la cui figlia Gormflaith aveva sposato Harold, Conte di Orkney e Caithness. Il loro figlio venne chiamato MacHeth e divenne capo del Clan Mackay nel 1250. Nel 1260 Iye Mor MacHeth sposò la figlia del vescovo Walter di Caithness. Nel 1263 il Clan Mackay si dice abbia preso parte alla battaglia di Largs in supporto al re Alessandro III di Scozia. Le forze del re Haakon IV di Norvegia vennero sconfitte nello scontro.

### Guerre per l'indipendenza scozzese
Nel 1314 il Clan Mackay combatté sotto Robert the Bruce nella battaglia di Bannockburn dove il loro aiuto fu fondamentale per la sconfitta degli inglesi. Successivamente nel 1371 due capi Mackay vennero assassinati, padre e figlio, al Castello di Dingwall per mano di Nicholas Sutherland di Duffus, capo di una delle linee secondarie del Clan Sutherland. Ne conseguirono altri atti terribili tra cui la razzia di Dornoch nel 1372, occasione nella quale la capitale venne nuovamente data alle fiamme e molti abitanti vennero impiccati nella piazza del paese. Dopo questo atto, la faida si attenuò ed entrambi i clan combatterono contro gli inglesi invasori.

### Il XV secolo e i conflitti tra clan

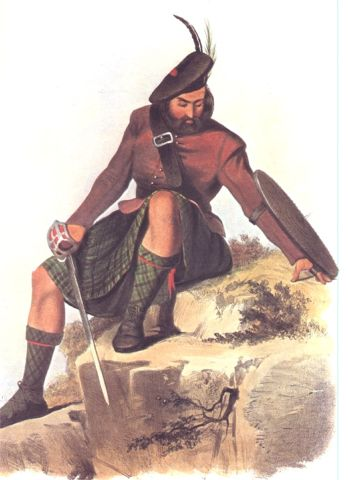
Un'illustrazione romantica dell'epoca vittoriana di un uomo del clan MacKay, disegno di R. R. McIan.

Nel 1403 la battaglia di Tuiteam Tarbhach venne combattuta tra il Clan MacKay ed il Clan MacLeod di Lewis. Questa battaglia venne combattuta appunto a Tuiteam-Tarbhach nel sud-ovest del Sutherland. Angus MacKay di Strathnaver aveva sposato la sorella di un MacLeod di Lewis. MacLeod aveva però notato come sua sorella fosse maltrattata dal marito da poco sposato e su questa stregua egli decise di spogliare Strathnaver e Brae-Chat nel Sutherland. Nella successiva battaglia, MacLeod venne ucciso.
Nel 1411 la battaglia di Dingwall ebbe luogo ed in questo scontro il Clan Donald sconfisse il Clan MacKay. I due clan successivamente combatterono assieme nella stessa fgazione nell'ambito della battaglia di Harlaw ed il capo Angus Dubh MacKay sposò una figlia di Donald of the Isles. Nel 1425 Angus Dubh MacKay spogliò Moray compiendovi razzie.
Nel 1426 ebbe luogo la battaglia di Harpsdale dove il capo Angus Dubh MacKay, con suo figlio Neil, entrarono a Caithness con intenti ostili. Gli abitanti di Caithness si riunirono e combatterono Angus Dubh a Harpsdale, dove vi fu un massacro per entrambe le parti. Poco dopo il re Giacomo I venne a Inverness, intenzionato a perseguire Angus Dow MacKay. Angus si sottomise alla clemenza del re, e gli consegnò suo figlio Neil come ostaggio per simbolo di futura obbedienza. Il re accettò ed inviò Neil MacKay a rimanere presso il castello di Bass Rock, nel Firth of Forth; successivamente questi divenne noto col nome di Neil Bhasse o Whasse.
Nel 1431 il clan prese parte alla battaglia di Drumnacoub. Angus Dubh MacKay sconfisse Angus Moray presso Tongue nel Sutherland. Angus sposò Elizabeth, sorella di Domhnall di Islay, lord of the Isles. La sua dote fu di 100 uomini d'arme provenienti da Lochaber. I loro figli ereditarono anche lo stemma materno.
Nel 1438 si svolse un conflitto noto col nome di Sandside Chase: gli uomini di Caithness vennero spostati a Sandside Chase da Neil Bhasse MacKay dopo il suo rilascio dal castello di Bass Rock. Egli per vendetta di quanto gli era accaduto iniziò a compiere massacri. Questo conflitto venne chiamato popolarmente Ruaig-hanset, e Neil morì poco dopo.
Nel 1464 ebbe luogo la battaglia di Tannach, combattuta dal Clan Keith, assistito dai MacKays, contro il Clan Gunn. Gli abitanti di Caithness si assemblarono in esercito e si scontrarono con i MacKays ed i Keiths a Blair-tannie a Caithness. La battaglia fu cruenta con massacri da entrambe le parti, ma i Keiths ed i MacKays risultarono vittoriosi.
Nel 1486 si svolse la battaglia di Tarbat. Il Clan Mackay ed il Clan Ross avevano da lungo tempo una faida in atto dal momento che ripetutamente i Ross avevano sofferto di razzie sulle loro terre da parte dei loro nemici quando alla fine, infuriati, decisero di marciare contro i MacKays, intenzionati a dar loro una severa lezione. I MacKays, con Angus MacKay di Strathnaver alla loro testa, vennero sconfitti dai Ross e molti di loro vennero uccisi nella chiesa di Tarbat. La chiesa venne incendiata e Angus MacKay e altri suoi compagni d'arme vi morirono bruciati. A questo fatto seguì la battaglia di Auldicharish: per prendere vendetta sul Clan Ross, Ian MacKay, aiutato da forze provenienti dal Clan Sutherland, marciarono a sud per invadere il territorio del Clan Ross ed iniziarono a devastarlo. Il capo Alistair Ross raccolse delle forze di 2000 uomini e iniziò una lunga e disperata battaglia contro le forze invadenti. Sul finire della battaglia il capo Ross venne ucciso assieme a molti uomini del suo clan. Nel 1493 i MacKay invasero nuovamente i territori dei Ross e portarono altre devastazioni.

### Il XVI secolo e i nuovi conflitti tra clan
Nel 1505 la battaglia di Achnashellach ebbe luogo: poco si sa di questa battaglia che solitamente ci si limita a descrivere come un oscuro confronto tra il Clan Cameron ed il Clan Mackay. Si dice che il Mackay sia stato sconfitto e William Munro di Foulis, capo del Clan Munro che assisteva i Mackay, venne ucciso.
Nel 1513 venne combattuta la battaglia di Flodden Field nel corso delle Guerre anglo-scozzesi. John Riavach Mackay venne ucciso. Il capo dei Mackays, Aodh (Hugh) Mackay, venne nominato dal re Giacomo IV di Scozia al titolo di signore di Strathnaver quando gli venne concesso di guidare i suoi uomini in battaglia.
Nel 1517 si svolse la battaglia di Torran Dubh. Il Clan Sutherland incontrò John Mackay e la sua compagnia a Torran Dubh, presso Rogart, nello Strathfleet, dove le due parti iniziarono un fiero e cruento conflitto nel quale i Mackay vennero sconfitti. Nel 1522 Alexander Gordon (figlio primogenito del Conte di Sutherland) sconfisse John Mackay di Strathnaver a Lairg, e lo forzò a sottomettersi ai conti di Sutherland, ai quali John Mackay rimase fedele da quel punto. Nel 1528 i Mackays si associarono al Clan Forbes.
Nel 1542 ebbe luogo la battaglia di Alltan-Beath: il capo Donald Mackay di Strathnaver invase e razziò le terre del clan Sutherland. Egli mise a ferro e fuoco il villaggio di Knockartoll e rubò molti beni da Strathbrora. Il clan Sutherland ed il Clan Murray, guidato da Hutcheon Murray di Abirscors con Gilbert Gordon di Garty, attaccarono i Mackays a Ailtan-Beath. Dopo la battaglia i Mackays dovettero abbandonare il campo e gran parte della refurtiva venne recuperata. Donald Mackay venne catturato ed imprigionato al Castello di Foulis.
Nel 1542 venne combattuta la battaglia di Solway Moss contro gli inglesi, dove Iye Du Mackay venne preso prigioniero. Nel 1544 i Mackay aderirono all'attacco di Arran a Glasgow. Nel 1548 i Mackay parteciparono alla presa vittoriosa di Haddington.
Nel 1554 o 1555 all'assedio del Castello di Borve, Iye Du Mackay venne imprigionato al Castello di Dumbarton. A questo fece seguito la battaglia di Garbharry, che fu l'ultima tra i Mackays e le forze del conte di Sutherland.
Nel 1560 il Clan Mackay si alleò al Clan MacLean ed al Clan MacLeod come parte dei Gallowglass, un gruppo misto di scozzesi e vichinghi che divennero feroci mercenari per combattere Shane O'Neill in Irlanda. Nel 1562 si svolse la battaglia di Corrichie dove i Mackays supportarono la regina Maria di Scozia contro George Gordon, IV conte di Huntly. Nel 1566 - i Mackay ed il Clan Macleod di Assynt misero a ferro e fuoco Dornoch. Nel 1571 i Mackay ed Caithness bruciarono nuovamente Dornoch.
Nel 1576 si svolse la battaglia di Dail-Riabhach: il capo John Mackay e suo fratello Donald Mackay sconfissero il loro zio Neil Mackay e presero possesso di Strathnaver. Nel 1585 Huistean Du Mackay presenziò all'assedio di Marle.
Nel 1586 ebbero luogo le battaglie di Allt Camhna e Leckmelm ed i Mackays vinsero entrambi gli scontri. Nel 1588 Huistean Du si unì al conte di Sutherland, sposandone la figlia l'anno successivo. Nel 1590 a Clynetradwell, presso Brora: Donald Balloch Mackay fu a capo di un gruppo di arcieri provenienti da Assynt, Strathnaver, Caithness e Orkney. Essi raggiunsero il conte di Caithness giusto in tempo per salvarlo da sicura sconfitta.

### XVII secolo

#### La Guerra dei Trent'anni

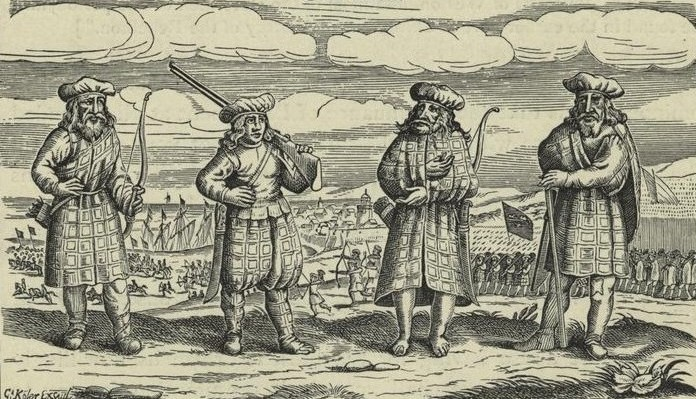
Una stampa tedesca del XVII secolo che mostra degli uomini del reggimento Mackay a Stettino durante la Guerra dei Trent'anni. La scritta sotto la stampa indica, "Sono un popolo forte e duro che sopravvive con poco cibo. Non hanno pane, mangiano strade [camminano molto]. Quando è necessario, possono coprire delle distanze di 20 miglia tedesche a tappe forzate al giorno. Dietro i moschetti, portano archi, pugnali e lunghe spade."

Nell'aprile del 1616 Donald Mackay si recò a Londra con suo zio, Sir Robert Gordon, e venne reso cavaliere da Giacomo I d'Inghilterra a Theobalds. Nel 1626 Sir Donald Mackay imbarcò 3600 uomini a Cromarty al comando del Conte di Mansfeld per prendere parte alla Guerra dei Trent'anni al servizio di Cristiano IV di Danimarca e Gustavo Adolfo di Svezia, assieme ai loro alleati, i membri del Clan Munro e Robert Monro. L'anno successivo, Sir Donald vinse a Oldenburg con alcuni degli uomini del suo reggimento e sempre nel 1627 venne creato baronetto di Nuova Scozia da Carlo I mentre ancora era all'estero. L'anno successivo, il 20 giugno 1628, Sir Donald Mackay venne creato barone Reay di Reay nella Parìa di Scozia sempre ad opera di Carlo I. Nel 1629 Cristiano IV di Danimarca era succeduto a Gustavo Adolfo di Svezia alla guida della causa protestante e Lord Reay, avendo addestrato nuove truppe in Scozia, prese servizio sotto questi. Nel 1630 Lord Reay accompagnò il suo reggimento in Germania e fu presente alla presa di Stettino, Damm e Colberg. L'anno successivo lord Reay ottenne da Carlo I l'autorizzazione a raccogliere altri 2000 uomini da porre al servizio della causa. Per le sue discussioni con David Ramsay alla corte inglese e per aver ingaggiato duello con quest'ultimo, Mackay e Ramsay vennero entrambi imprigionati alla Torre di Londra per mantenere la pace tra le truppe. Nel corso del 1632 Gustavo Adolfo venne ucciso nella battaglia di Lützen e Reay si trovò ancora con problemi finanziarie per le somme non ancora pagategli da Gustavo Adolfo né da Carlo I. Per questo egli dovette vendere molte delle proprie proprietà, specialmente nelle isole Orcadi.

#### La guerra civile
Nel 1637 lord Reay trasferì le proprie proprietà al figlio primogenito, John Mackay. Nel 1638 il marchese di Montrose e i lords Home, Boyd e Loudoun invitarono lord Reay ad un incontro tra loro per considerare i problemi religiosi del tempo e per siglare tutti insieme una convenzione, che Reay ad ogni modo firmò contro la sua volontà per il grande attaccamento a Carlo I. Nel 1642, lord Reay si recò in Danimarca al comando del reggimento del figlio, il colonnello Angus Mackay. Nel 1644, come Montrose, lord Reay nuovamente sposò la causa di Carlo I nella Guerra civile inglese e fu presente a Newcastle. Egli aiutò lord Crawford per diversi mesi nella difesa della città contro l'esercito scozzese. Quando il villaggio venne catturato dal generale Leslie, lord Reay e lord Crawford vennero inviati prigionieri al Castello di Edimburgo.
Nel 1645, a seguito della vittoria di Montrose nella battaglia di Kilsyth, lord Reay venne liberato. Nell'anno successivo, James Graham, I marchese di Montrose, aveva ricevuto ordine da parte di Carlo I di sciogliere le sue forze e pensare alla sua salvezza personale. Egli scrisse a lord Reay avvisandolo di fare lo stesso. Montrose riuscì a scappare da Angus in Norvegia e lord Reay da Thurso in Danimarca. Nel 1649 Carlo I venne decapitato a Whitehall il 30 gennaio e lord Reay morì poco dopo a Bergen, in Norvegia. I suoi resti vennero rinviati in Scozia su una fregata danese e vennero sepolti nella cripta di famiglia a Kirkibol, Tongue. John, II lord Reay, venne sorpreso e catturato al Castello di Balveny e venne imprigionato poi al Castello di Edimburgo. Lady Reay riuscì invece a sfuggire. Nel 1651 il Clan Mackay venne coinvolto nella battaglia di Worcester: una compagnia del clan fu presente col Duca di Hamilton a Worcester. Guidati da Hugh Mackay, nipote del generale omonimo, funsero da retroguardia per permettere al re ed al principe Carlo di fuggire. Nel 1654 i Mackays spogliarono Sutherland nella rivolta realista sotto il comando di Middleton.
Nel 1680 George Mackay, III lord Reay, succedette a suo nonno, e Sir George Munro di Culrain fu il suo tutore. Nel 1689, 100 uomini del Clan Mackay occuparono il Castello di Brahan per osservare i movimenti della fazione giacobita del loro stesso clan, con la quale si trovavano in conflitto. Durante quello stesso anno il generale Hugh Mackay di Scourie, che aveva prestato servizio con la brigata scozzese nei Paesi Bassi, venne nominato comandante in capo della Scozia da Guglielmo, principe di Orange; venne sconfitto nella battaglia di Killiecrankie ma vinse la campagna contro Graham di Claverhouse, che venne ucciso nello scontro. Nel 1692 il generale Hugh Mackay, tornato nei Paesi Bassi in aiuto degli olandesi nel loro conflitto contro la Francia di Luigi XIV, morì a Steinkirk. Il generale Hugh Mackay, dopo aver dato ordine di mantenere le posizioni, guidò personalmente i suoi uomini alla testa del suo reggimento, morendo ma consegnando la vittoria ai suoi. Nel 1697 suo nipote, Aeneas Mackay, figlio del II lord Reay, venne nominato nuovo comandante del Reggimento Mackay al servizio olandese. Ferito durante la campagna, egli morì a Bath all'età di 30 anni e venne sepolto presso la locale abbazia, dove ancora oggi una lapide lo ricorda. La vedova tornò ai nativi Paesi Bassi con l'unico figlio, Donald, che crebbe istruito per comandare il reggimento paterno e divenendo poi il fondatore di una branca della famiglia alla quale poi il titolo passerà nel 1875.

### XVIII secolo

#### Rivolta giacobita

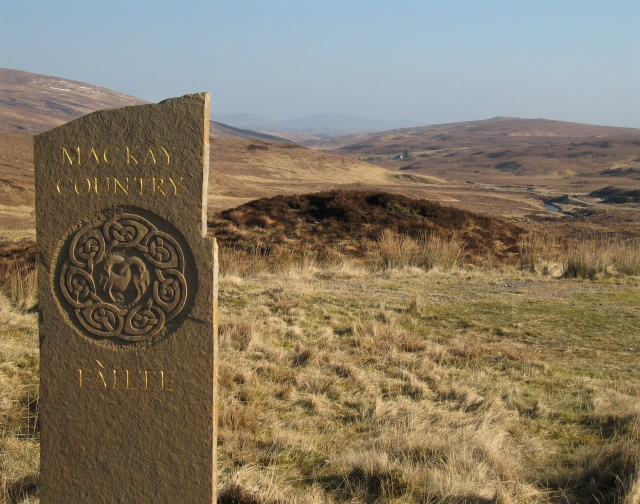
Cippo indicante l'inizio della "Mackay country" nell'area di Strathnaver

Nel 1715 il Clan Mackay divenne anti-giacobita ed aiutò a combattere le forze del conte di Seaforth durante la prima parte della Rivolta giacobita. I Mackays presero le parti di Giorgio I del Regno Unito e difesero il Castello di Inverness dagli attacchi dei giacobiti. Nel 1719 un distaccamento di uomini del Clan Mackay combatté sotto Ensign Mackay assieme a uomini del Clan Munro nella battaglia di Glen Shiel, dove i giacobiti furono sconfitti.
Nel 1745 il Clan Mackay nuovamente supportò le truppe del governo inglese con una forza di oltre 800 uomini che divenne appunto nota nuovamente col nome di "Reggimento Mackay", che ebbe successi poi in Irlanda nel 1795. Lo storico Ian Grimble sottolinea come i Mackays nel Sutherland percepirono che il principe Carlo avrebbe portato dei problemi nell'area delle Highlands e come tale fecero il possibile per opporglisi. Nel 1746 il Reggimento Mackays assieme al Reggimento Louden aiutarono ad assicurare il Sutherland e Caithness alla corona britannica. In quello stesso anno i Mackays intercettarono e catturarono, a Tongue una nave tesoriera carica d'oro dalla Francia destinata al principe Carlo e presero anche George Mackenzie, III conte di Cromartie al Castello di Dunrobin dopo la battaglia di Littleferry.

#### Le guerre coloniali
Nel 1742 a Fort Fredrica, St. Simons Island, Georgia, USA, un gruppo di Highlanders guidati da Charles Mackay ebbero successo nel vincere le locali forze spagnole. Nel 1758, durante la Guerra franco-indiana, come membro del 42° Royal Highland Regiment, "The Black Watch", nel 1758, William Mackay guidò una carica contro i francesi a Fort Ticonderoga, attuale stato di New York. Nel 1778 morì Rob Donn, poeta del clan. Nel 1795 il clan combatté nella battaglia di Tara Hill, presso Dublino.

## Il clan negli ultimi anni
Nel 1806 venne fondata a Glasow la "Mackay's Society". Nel 1815 alla battaglia di Waterloo, il 79° Foot Seaforth Highlanders formato da membri del clan venne attaccato dalla cavalleria francese, ma i soldati respinsero gli attaccanti al suono di "War or Peace" (Cogadh No Sith). Kenneth Mackay, comandante del reggimento, ottenne un set di cornamuse in argento donategli dal re in persona come gratificazione per il suo impegno. Nel 1815-1818 le Highland Clearances iniziarono a prendere piede nelle terre dei Mackay, così che le persone vennero costrette ad abbandonare le loro case per far spazio agli allevamenti e nel 1829 la residenza dei Reay venne venduta alla Contessa di Sutherland da Eric, VII Lord Reay.
Nel 1865 vi fu un attacco alla fortificazione di Sercunderbah in India. Gli ammutinati appartenevano al 2º battaglione di Punjabis, l'unico reggimento Sikh a ribellarsi. David Mackay ottenne nell'azione la Victoria Cross per aver preso la bandiera nemica. In quella stessa giornata David venne ferito mentre tentava l'attacco al forte dello shah Neijeef e tornò quindi in Inghilterra per essere curato.
Nel 1875, alla morte di Eric Mackay, IX lord Reay, che era defunto senza eredi, il titolo passò al ramo della famiglia residente nei Paesi Bassi e che discendeva da John Mackay, II lord Reay. Æneas Mackay, barone olandese e vicepresidente del Consiglio di Stato nonché detentore della croce di cavaliere dell'Ordine del Leone dei Paesi Bassi, divenne quindi il X lord Reay. Egli morì nel 1876 e suo figlio, Donald James Mackay, gli succedette come XI lord Reay, lasciando i Paesi Bassi e venendo creato ufficialmente pari del Regno Unito col titolo di Barone Reay di Durness (8 ottobre 1881) con un seggio nella Camera dei Lords. Egli venne nominato governatore di Bombay (1885–90) e Sottosegretario di Stato per l'India (1894–95) oltre ad essere Lord Luogotenente del Roxburghshire. Nel 1900 John Frederick MacKay che si trovava nei Gordon Highlanders di stanza in Sudafrica, prese parte alla battaglia di Crow's Nest Hill, a nord di Johannesburg, vincendo la più grande onorificenza, la Victoria Cross.

## Castelli e residenze
- Castello di Varrich nel Sutherland fu l'antica sede dei capi del Clan Mackay ma successivamente il capo si spostò a Tongue House, Sutherland (ancora oggi residenza privata)
- Castello di Borve, Farr, Sutherland venne usato dai membri antichi del Clan Mackay come avamposto per controllare i movimenti di altri clan.
- La Bighouse, Melvich, Sutherland fu la residenza dei Mackays di Bighouse (oggi trasformata in B&B).

## Capi del Clan Mackay
| Nome                                    | Date             | Note |
| --------------------------------------- | ---------------- | --- |
| Iye MacEth/ Mackay                      | m. 1210          | |
| Iye Mor Mackay                          | sposato nel 1264 | Sposò una figlia di Walter de Baltrodin, vescovo di Caithness nel 1264                                           |
| Donald Mackay                           | n. 1265 m.1330   | Sposò una figlia di Aodh MacNeil di Gigha                                                                        |
| Iye Mackay                              | m. 1370          | Assassinato al Castello di Dingwall                                                                              |
| Donald Mackay                           | m. 1370          | Assassinato al Castello di Dingwall                                                                              |
| Angus Mackay                            | m. 1403          | Sposò una figlia di Torquil MacLeod di Lewis                                                                     |
| Angus du Mackay                         | m. 1433          | Sposò Elizabeth, figlia del Lord of the Isles, dalla quale discesero i Mackay di Aberach                         |
| Neil Vasse Mackay                       | m. 1450          | Imprigionato a Bass Rock. Sposò Euphemia, figlia di George Munro, X barone di Foulis                             |
| Angus Roy Mackay                        | m. 1486          | Ucciso nella battaglia di Tarbat. Sposò una figlia di un Mackenzie di Kintail                                    |
| Iye Roy Mackay                          | m. 1517          | Sposò una figlia di Norman O'Beolan di Carloway                                                                  |
| John Mackay                             | m. 1529          | |
| Donald Mackay                           | m. 1550          | Fratello di John. Sposò Helen Sinclair di Stempster                                                              |
| Iye Du Mackay                           | m. 1572          | Sposò in prime nozze Christian, figlia di John Sinclair di Dun e poi Helen, figlia di Hugh Macleod di Assynt     |
| Huistean Du Mackay (Hugh)               | m. 1614          | Sposò in prime nozze Elizabeth Sinclair e poi Jane Gordon                                                        |
| Donald Mackay, I lord Reay              | m. 1649          | Sposò in prime nozze Barbara, figlia di un Mackenzie di Kintail, poi Elizabeth Thomson e infine Marjory Sinclair |
| John Mackay, II lord Reay               | m. 1680          | Sposò in prime nozze Isabella Sinclair e poi Barbara Mackay                                                      |
| Donald Mackay, maestro di Reay          | m. 1680          | Sposò Ann, figlia di Sir George Munro, I lord di Newmore                                                         |
| George Mackay, III lord Reay            | m. 1748          | Sposò in prime nozze Margaret Mackay, poi Janet Sinclair e infine Mary Doull                                     |
| Donald Mackay, IV lord Reay             | m. 1761          | Sposò in prime nozze Marion Dalrymple e in seconde nozze Christian Sutherland                                    |
| George Mackay, V lord Reay              | m. 1768          | Venne succeduto da suo fratello                                                                                  |
| Hugh Mackay, VI lord Reay               | m. 1797          | Venne succeduto da suo cugino                                                                                    |
| Eric Mackay, VII lord Reay              | m. 1847          | Nipote di George Mackay, III lord Reay. Venne succeduto da suo fratello                                          |
| Alexander Mackay, VIII lord Reay        | m. 1863          | Sposò Marrion Gall                                                                                               |
| Eric Mackay, IX lord Reay               | m. 1875          | Dopo di lui il titolo passa alla branca olandese dei Mackays                                                     |
| Aeneas Mackay, X lord Reay              | m. 1876          | |
| Donald Mackay, XI lord Reay             | m. 1921          | Rettore dell'Università di St Andrews (1884-1886), governatore di Bombay (1885-1890)                             |
| Eric Mackay, XII lord Reay              | m. 1921          | |
| Aeneas Alexander Mackay, XIII lord Reay | m. 1967          | |
| Hugh Mackay, XIV lord Reay              | n. 1937          | Capo attuale. Anche Barone Mackay van Ophemert e Zennewijnen, nei Paesi Bassi. Anche Baronetto di Strathnaver    |